# درصد الکل

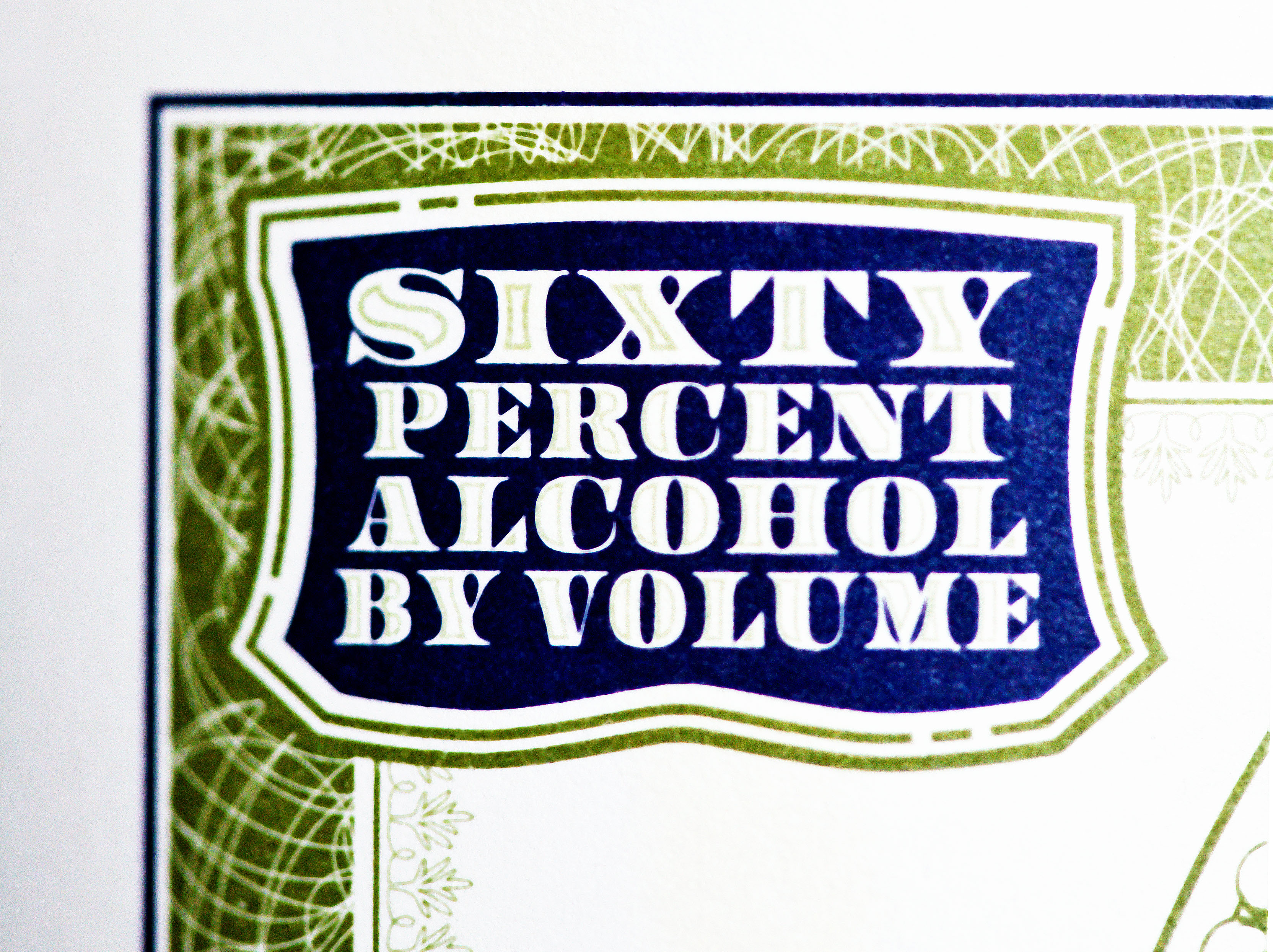
درصد الکل که روی یک بطری ابسنت نشان داده شده است. (۶۰ درصد)

میزان الکل یا در اصطلاح عامه مردم درصد الکل که به اختصار ABV یا alc/vol نشان داده می‌شود، استانداردی برای نشان میزان الکل (اتانول) موجود در یک نوشیدنی الکلی است.
این استاندارد در سرتاسر جهان مورد استفاده قرار می‌گیرد.

## نمونه‌ها
جزئیات در مورد درصد معمولی الکل موجود در نوشیدنی‌های مختلف را می‌توان در مقالات مربوط به آنها یافت.
| نوشیدنی              | درصد معمول | پایین‌ترین | بالاترین |
| -------------------- | --- | --------- | -------- |
| آب‌میوه (به‌طور طبیعی) | ۰–۰٫۸۶٪ در اکثر کشورها به عنوان نوشیدنی‌های بدون الکل شناخته می‌شوند. (بیشتر آب میوه‌ها الکل ندارند اما پرتقال یا انگور [بالاترین آنها در اینجا] ممکن است مقداری از تخمیر اولیه داشته باشند) | ۰٫۰۰      | ۰٫۸۶     |
| ماءالشعیر            | ۰٫۰۵–۱٫۲٪ (معمولاً از نظر قانونی به عنوان الکل در نظر گرفته نمی‌شود) با این حال، کمتر از ۲٫۵٪ در فنلاند، و ۲٫۲۵٪ در سوئد موجود است.                                                         | ۰٫۰۵      | ۱٫۰۲     |
| کواس                 | ۰٫۰۵–۱٫۵٪ | ۰٫۰۵      | ۱٫۵۰     |
| کفیر                 | ۰٫۲–۲٫۰٪ | ۰٫۲۰      | ۲٫۰۰     |
| کامبوچا              | ۰٫۵–۱٫۵٪ | ۰٫۵۰      | ۱٫۵۰     |
| کومیس                | 0.7-4.5% (usually ۰٫۷–۲٫۵٪) | ۰٫۷۰      | ۴٫۵۰     |
| آبجو                 | (usually 4–6%) | ۲٫۰۰      | ۱۰٫۰۰    |
| شراب سیب             | (usually 4–8%) | ۴٫۰۰      | ۸٫۰۰     |
| ماکولی               | ۶٫۵–۷٪ | ۶٫۵۰      | ۷٫۰۰     |
| شراب جو (strong ale) | ۸–۱۵٪ | ۸٫۰۰      | ۱۵٫۰۰    |
| می‌انگبین             | ۸–۱۶٪ | ۸٫۰۰      | ۱۶٫۰۰    |
| شراب                 | 5.5–16% (most often 12.5–14.5%) | ۵٫۵۰      | ۱۶٫۰۰    |
| شراب دسر             | ۱۴–۲۵٪ | ۱۴٫۰۰     | ۲۵٫۰۰    |
| ساکی                 | 15% (or 18–20% if not diluted prior to bottling) | ۱۵٫۰۰     | ۲۰٫۰۰    |
| لیکورs               | ۱۵–۵۵٪ | ۱۵٫۵۰     | ۵۵٫۰۰    |
| شراب تقویت‌شده        | 15.5–20% (in the اتحادیه اروپا، 15–22%) | ۱۵٫۵۰     | ۲۲٫۰۰    |
| سوجو                 | 14–45% (usually ۱۷٪) | ۱۴٫۰۰     | ۴۵٫۰۰    |
| شراب برنج            | ۱۸–۲۵٪ | ۱۸٫۰۰     | ۲۵٫۰۰    |
| شوچو                 | 25–45% (usually ۲۵٪) | ۲۵٫۰۰     | ۴۵٫۰۰    |
| اپل‌جک                | ۳۰–۴۰٪ | ۳۰٫۰۰     | ۴۰٫۰۰    |
| پیسکو                | ۳۰–۴۸٪ | ۳۰٫۰۰     | ۴۸٫۰۰    |
| مسکال، تکیلا         | 32–60% (usually ۴۰٪) | ۳۲٫۰۰     | ۶۰٫۰۰    |
| ودکا                 | 35–95% (usually 40%, minimum of 37.5% in the اتحادیه اروپا) | ۳۵٫۰۰     | ۹۵٫۰۰    |
| رام                  | 37.5–80% (usually ۴۰٪) | ۳۷٫۵۰     | ۸۰٫۰۰    |
| برندی                | 35–60% (usually ۴۰٪) | ۳۵٫۰۰     | ۶۰٫۰۰    |
| گراپا                | ۳۷٫۵–۶۰٪ | ۳۷٫۵۰     | ۶۰٫۰۰    |
| جین                  | ۳۷٫۵–۵۰٪ | ۳۷٫۵۰     | ۵۰٫۰۰    |
| کاشاسا               | ۳۸–۴۸٪ | ۳۸٫۰۰     | ۴۸٫۰۰    |
| اشتروه               | ۳۸–۸۰٪ | ۳۸٫۰۰     | ۸۰٫۰۰    |
| تسیپورو              | ۴۰–۴۵٪ | ۴۰٫۰۰     | ۴۵٫۰۰    |
| راکی                 | ۴۰–۵۰٪ | ۴۰٫۰۰     | ۵۰٫۰۰    |
| عرق سگی              | ۴۵–۵۵٪ | ۴۵٫۰۰     | ۵۵٫۰۰    |
| ویسکی اسکاچ          | ۴۰–۶۳٫۵٪ | ۴۰٫۰۰     | ۶۳٫۵۰    |
| ویسکی                | 40–68% (usually 40%, 43% or ۴۶٪) | ۴۰٫۰۰     | ۶۸٫۰۰    |
| چاچا                 | ۴۰–۷۰٪ | ۴۰٫۰۰     | ۷۰٫۰۰    |
| ویسکی بوربن          | min 40% bottled, 43%, 50%, max 62.5% bottled, max 80% distilled | ۴۰٫۰۰     | ۸۰٫۰۰    |
| ابسنت                | ۴۵–۸۹٫۹٪ | ۴۵٫۰۰     | ۸۹٫۹۰    |
| عرق                  | ۶۰–۶۵٪ | ۶۰٫۰۰     | ۶۵٫۰۰    |
| عرق دوآتشه           | ۸۵–۹۵٪ | ۸۵٫۰۰     | ۹۵٫۰۰    |
| کوکوروکو             | 93–96% | ۹۳٫۰۰     | ۹۶٫۰۰    |
| عرق دوآتشه           | 95% up to a practical limit of ۹۷٫۲٪ | ۹۵٫۰۰     | ۹۷٫۲۰    |